# عملية تورس
عملية تورس هو الاسم الرمزي للعملية العسكرية البريطانية لتقديم الدعم لنيجيريا خلال الحرب ضد بوكو حرام. انطلقت في أبريل 2014 من قبل رئيس الوزراء ديفيد كاميرون ردًا على اختطاف تلميذات تشيبوك.

## خلفية
ابتداء من عام 2009، قامت بوكو حرام، وجماعات أخرى المتمركزة في شمال شرق نيجيريا بالخروج على النظام النيجيري في محاولة لإقامة خلافة إسلامية بديلة. استجابة الحكومية بإعلان حالة الطوارئ في بورنو ويوبي وأداماوا. تحت الضغط العسكري، أجبرت بوكو حرام على التراجع إلى المناطق الريفية والجبلية، لكن عملياتهم لم تتوقف. وتعززت أعدادهم من قبل مقاتلين أجانب فروا من مالي المجاورة بسبب عملية سرفال الفرنسية هناك. 

### الهجمات على المواطنين البريطانيين
في عام 2011، اختطفت بوكو حرام مواطنًا بريطانيًا مع مواطن إيطالي في بيرنين كيبي وهددت بإعدامهم ما لم تتم تلبية مطالبهم. أطلقت المملكة المتحدة مهمة إنقاذ نفذتها وحدة القوات الخاصة، خدمة القوارب الخاصة. لكن المحاولة بائت بالفشل، وأعدمت الرهينتين.  وفي حادثة أخرى، قامت جماعة أنصار المسلمين في بلاد السودان، الموالية لبوكو حرام، باختطاف سبعة عمال بناء، بينهم بريطاني في فبراير 2013. 
في 14 أبريل 2014، اختطفت بوكو حرام 276 طالبة من مدرسة ثانوية في شيبوك، نيجيريا. في الأيام التالية، أعلن الجيش النيجيري أنه تم إطلاق سراح معظم الفتيات أو فرارهن، لكن الآباء قالو أن أطفالهن لا يزلن في عداد المفقودات. غامر العديد من الآباء بالبحث عن أبنائهم وادعوا أنهم لا يرون دليلا على أي تحرك عسكري لاستعادة الطالبات. واعترف اللواء كريس أولوكولادي لاحقًا بأن تصريح الجيش لم يكن صريحا وأن «أكثر من 200» فتاة ما زلن مفقودات. تسبب تقاعس الحكومة في إثارة ضجة في نيجيريا، فخرجت مسيرات وأشتهر هاشتاغ #BringBackOurGirls على وسائل التواصل الاجتماعي. في 4 مايو، أكد الرئيس جودلاك جوناثان أن بلاده تسعى للحصول على مساعدة من الولايات المتحدة وقوى أخرى من أجل التغلب على «التحدي الأمني» لنيجيريا. وصل خبراء أمنيون بريطانيون وأمريكيون في 9 مايو. في مكالمة هاتفية مع الرئيس جوناثان، عرض رئيس الوزراء البريطاني ديفيد كاميرون دعم المملكة المتحدة في العثور على الطالبات المفقودات.